# Inspiration4
Inspiration4 war ein weltraumtouristischer Orbitalflug mit einer Crew-Dragon-Raumkapsel des Unternehmens SpaceX. Das Raumschiff wurde von dem US-amerikanischen Unternehmer und Multimilliardär Jared Isaacman gechartert. Es startete am 16. September 2021 und umkreiste drei Tage lang mit vier Personen die Erde. Die mediale Aufmerksamkeit für den Raumflug nutzte Isaacman zur Werbung für sein Unternehmen Shift4 Payments und für das Kinderkrankenhaus St. Jude Children’s Research Hospital.

## Raumschiff
Die verwendete Crew-Dragon-Kapsel absolvierte ihren ersten Flug ab November 2020; sie brachte damals im Rahmen der Mission SpaceX Crew-1 drei NASA- und einen JAXA-Astronauten zur Internationalen Raumstation (ISS). Von der Crew-1-Besatzung erhielt sie den Rufnamen „Resilience“ (englisch für Widerstandsfähigkeit), den sie auch bei Inspiration4 als ihrer zweiten Mission trägt. Der ISS-Kopplungsadapter am oberen Ende der Kapsel wurde für Inspiration4 durch ein Panoramafenster ersetzt. In Anlehnung an den gleichnamigen Ausguck der ISS wird es auch „cupola“ genannt (italienisch für Kuppel).

## Besatzung
Die Crew Dragon bietet Platz für vier Personen. Isaacman selbst – ein erfahrener Pilot und Inhaber eines Unternehmens, welches Kampfpiloten ausbildet – übernahm das Kommando des Raumschiffs. Die übrigen drei Sitze stellte er kostenlos zur Verfügung. Einen davon erhielt Hayley Arceneaux, eine ehemalige Patientin und heutige Arztassistentin des St.-Jude-Krankenhauses. Sie übernahm bei dem Flug die Funktion der Bordmedizinerin. Ein weiterer Platz ging an den Luftfahrtingenieur Chris Sembroski als Gewinner einer Online-Spendentombola für das Krankenhaus. Den vierten überließ Isaacman der Geowissenschaftlerin Sian Proctor. Das Training für den Raumflug fand bei SpaceX statt. Proctor wurde zur Pilotin des Raumschiffs ausgebildet, Sembroski galt als Missionsspezialist.

## Missionsverlauf

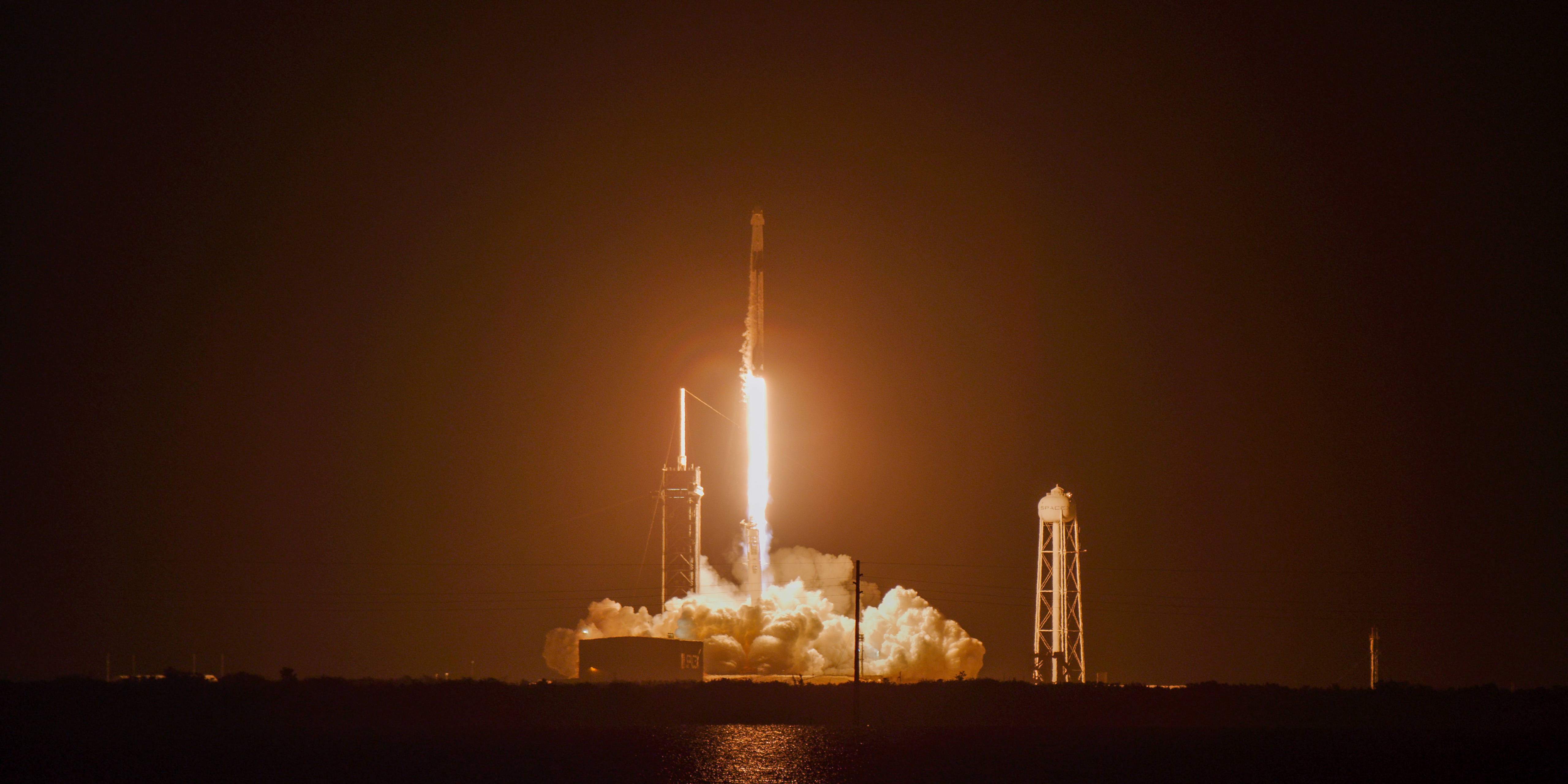
Start der Falcon-9-Rakete mit Inspiration4

Wie alle Crew-Dragon-Missionen startete auch diese mit einer Falcon-9-Rakete von der historischen Startrampe 39A des Kennedy Space Center in Florida. Das Raumschiff wurde von der Rakete in eine elliptische Transferbahn ausgesetzt und hob deren Perigäum mit eigenem Antrieb an, sodass es eine nahezu kreisförmige Erdumlaufbahn in etwa 570–580 km Höhe erreichte.
Am 17. September nahm die Crew an einem Livestream mit SpaceX teil und berichtete über den Flug.
Nachdem die Kapsel fast drei Tage lang die Erde umrundet hatte, trat sie am 18. September mitteleuropäischer Zeit wieder in die Erdatmosphäre ein und wasserte mit Fallschirmen im Atlantik vor der Küste Floridas. Als Ausweichlandezone war der Golf von Mexiko vorgesehen.
Die Mission wurde von der fünfteiligen Dokumentation Countdown: Inspiration4 Mission to Space begleitet, die im September 2021 auf dem Streamingdienst Netflix erschien.

## Erstleistungen und Rekorde
Inspiration4 war der erste bemannte Orbitalflug, der privat finanziert wurde und bei dem keine Berufsastronauten an Bord waren. Hayley Arceneaux wurde durch diesen Flug zur bisher jüngsten amerikanischen Astronautin. Außerdem war sie der erste Mensch mit einer Prothese im Weltraum. Sian Proctor ist die erste schwarze Frau, die einen Einsatz als Raumschiffpilotin absolvierte.
Die Aussichtskuppel der Crew Dragon „Resilience“ war das bis dahin größte Fensterelement eines Raumfahrzeugs.
Nach dem Start von Inspiration4 befanden sich einen Tag lang 14 Personen gleichzeitig in einer Erdumlaufbahn, einschließlich der sieben Mitglieder der ISS-Expedition 65 und der dreiköpfigen Besatzung des chinesischen Raumschiffs Shenzhou 12. Damit wurde der 1995 aufgestellte Rekord von 13 orbitalen Raumfahrern um eine Person übertroffen. Zudem befanden sich – zusammen mit der Crew Dragon „Endeavour“ und dem Frachtflug CRS-23 – erstmals drei Dragon-Raumschiffe gleichzeitig im Orbit.

## Spendensammlung
Eines der Ziele der Inspiration4-Mission war es, mindestens 200 Millionen US-Dollar an Spenden für das St.-Jude-Krankenhaus zu sammeln. Im Verlauf der Mission konnten (mit einer Großspende von Isaacman in Höhe von 100 Millionen US-Dollar) etwas über 150 Millionen US-Dollar Spenden lukriert werden, nach der erfolgreichen Rückkehr zur Erde kam noch eine Großspende hinzu: SpaceX-Eigentümer Elon Musk dotierte nach der Mission 50 Millionen US-Dollar zugunsten der Spendenaktion. Summa summarum konnten über 238 Millionen US-Dollar an Spenden eingenommen und das Ziel deutlich übertroffen werden.